# 루이 프랑수아 드 부플레르 공작
루이 프랑수아 카니 백작, 부플레르 공작(Louis François, duc de Boufflers, comte de Cagny; 1644년 1월 10일 크리용(Crillon), 우아즈(Oise) - 1711년 8월 22일, 퐁텐블로)는 프랑스 군인이자 프랑스 원수이다.

## 생애
그는 군대에 입대해 1663년 마르셀 공방전(siege of Marsal)에 참가해 활약했고, 1669년 용기병대(dragoons)의 대령이 되었다. 부플레르는 크레퀴 원수(Marshal de Créqui) 휘하에서 1670년 로렌을 정복했다. 네덜란드에서는 튀렌 자작 앙리 드 라 투르 도베르뉴 휘하에서 자신의 노련함과 용기를 자주 보여주어 다른 이들과 차별 지었고, 1675년 튀렌이 대포에 맞아 전사하자, 자신이 후위군을 지휘하는 동안 프랑스 군대를 안전하게 철수시켰다. 그는 이 공적으로 곧 준장이 되었고, 얼마안가 1677년 육군 소장(maréchal de camp)가 되었다.
부플레르가 전역기간 동안 보여준 우수한 능력으로 인해 1681년 그는 중장이 되었다. 모젤에 있던 프랑스 군대의 지휘관이 된 부플레르는 대동맹 전쟁에서 일련의 승리를 거두었다. 1688년 10월 15일 부플레르는 중요한 요새인 마인츠(Mainz)를 점령했고, 오레움 캄풋 레니(Aureum caput regni)라 불린 20,000명의 병사와 그의 군단은 삼브레(Sambre)에 있던 프랑수아 앙리 드 몽모랑시 부트빌, 뤽상부르 공작의 지원 병력으로 플뢰뤼스 전투 전날에 도착했다.
1691년 부플레르는 왕의 심복으로 중장으로써 행동하여 몽스(Mons)를 포위하는 동안 도시를 공격해 파괴했다. 1692년 나무르 공방전(siege of Namur)에서 왕과 함께 출정했고, 스텐케리케 승리(victory of Steinkirk)의 한 축을 맡았다. 부플레르의 경력과 성실함으로 1692년 프랑스 원수로 승진 하였고, 1694년 공작 작위가 수여 되었다.
1694년 부플레르는 릴의 도시와 프랑스령 플랑드르(French Flanders)의 총독으로 임명되었다. 1695년 나무르에서 그는 교묘한 작전행동에 걸려 포위군에게 항복할 때 그의 휘하 병력 13,000명 중 8,000명을 잃는 큰 피해를 입었다. 그래도 뒤이어 레이스윅 평화(Peace of Ryswick)의 협상에서 양쪽이 협의를 결정하는 데 중요한 역할을 맡았다.
스페인 왕위 계승 전쟁 기간 동안 말버러 공작 1세 존 처칠과 사보이 공 외젠이 릴을 위협하는 포위공격을 실시하자, 부플레르는 방어 사령관으로 임명되어, 3개월간 가장 훌륭한 저항을 벌였다.
릴의 방어전과 이때까지 그가 거둔 승리의 공적에 의해 왕은 그에게 보상금과 명예를 하사했다. 또한 항복할 시기에 그의 적들은 그의 우수함을 높이 평가하였고, 그에게 조건부 항복의 조건을 구두(口頭)로 말하도록 허락하였다.
1708년 부플레르는 프랑스 귀족이 되었고, 1709년 프랑스에게 있어 가장 위험한 위협이 다가오자, 부플레르는 자신보다 하위계급에 있던 클로드 루이 엑토르 드 빌라르 휘하에 들어가길 제안하고 함께 말플라크 전투에서 싸웠다.
이곳에서 부플레르는 전투 중 빌라르가 부상당해 이송된 후 프랑스 군대의 지휘를 맡아 노련한 솜씨를 보여주며, 대포와 포로의 큰 손실없이 퇴각할 수 있었다. 1711년 8월 22일 부플레르는 퐁텐블로에서 사망했다.